# Sterculia mindorensis
Sterculia mindorensis är en malvaväxtart som beskrevs av I.G.M. Tantra. Sterculia mindorensis ingår i släktet Sterculia och familjen malvaväxter. Inga underarter finns listade i Catalogue of Life.